# Satoši Kon
Satoši Kon (12. října 1963 – 24. srpna 2010) byl japonský režisér anime, v jehož filmech se realita často mísila se sny a vzpomínkami. Při své práci byl ovlivněn literaturou na pomezí sci-fi a mystiky,[zdroj⁠?!] například od Philipa K. Dicka nebo Jasutaka Cucui. Podle Cucuiho předlohy vznikl film Paprika. Konovými filmovými vzory v západní kinematografii byly například filmy Jatka č. 5 George Roye Hilla, Město ztacených dětí Marco Cara a Brazil, Zloději času či Dobrodružství Barona Prášila Terry Gilliama.
Satoši Kon zemřel ve věku 46 let na rakovinu. Před smrtí pracoval na filmu Jume miru kikai (The Dream Machine).

## Filmografie

### Scénář
- Magnetická růže (povídka z filmu Memories) (1995)
- Herečka tisíciletí (2001)
- Tokijští kmotři (2003)
- Paprika (2006)

### Režie
- Perfect Blue (1998)
- Herečka tisíciletí (2001)
- Tokijští kmotři (2003)
- Paranoia Agent (2004)
- Paprika (2006)
- Dobré ráno (část Ani*Kuri15) (2008)
- Jume miru kikai (nedokončeno)

### Animace
- Roujin Z (1991)
- Perfect Blue (1998)
- Herečka tisíciletí (2001)
- Tokijští kmotři (2003)